# Embajada de Ucrania en la República del Perú
Embajada de Ucrania en la República del Perú (en ucraniano: Посольство України в Республіці Перу) es la misión diplomática de Ucrania en Perú. La Embajada está ubicada físicamente en Perú, en la ciudad de Lima, pero también es concurrente en Colombia y Ecuador.

## Tareas de la Embajada
La principal tarea de la Embajada de Ucrania en Lima es representar los intereses de Ucrania, promover el desarrollo de vínculos políticos, económicos, culturales, científicos y de otro tipo, así como proteger los derechos e intereses de los ciudadanos y personas jurídicas de Ucrania que se encuentren en el territorio del Perú, Ecuador y Colombia.
La Embajada promueve el desarrollo de las relaciones interestatales entre Ucrania y Perú, Colombia y Ecuador en todos los niveles, con el objetivo de asegurar el desarrollo armonioso de las relaciones mutuas, así como la cooperación en temas de interés mutuo.

## Historia de la Embajada
El 18 de agosto de 2003, mediante Decreto Presidencial N° 861/2003, Ihor Hrushko fue nombrado Embajador Extraordinario y Plenipotenciario de Ucrania en la República del Perú y se convirtió en el primer embajador de Ucrania en el Perú. En octubre de 2003 en Lima se inauguró de la Embajada de Ucrania en la República del Perú. Desde 2004, Hrushko fue Embajador de Ucrania concurrente en Colombia, y en 2006 también Embajador de Ucrania concurrente en Ecuador.
Por el Decreto del Presidente de Ucrania N° 48/2013 de 29 de enero de 2013 Oleksandr Mykhalchuk fue nombrado Embajador Extraordinario y Plenipotenciario de Ucrania en la República del Perú.
Por Decreto del Presidente de Ucrania N° 171/2018 del 19 de junio de 2018 Ihor Tumasov fue nombrado Embajador Extraordinario y Plenipotenciario de Ucrania en la República del Perú.
Por Decreto del Presidente de Ucrania No. 872/2022 de 23 de diciembre de 2022 Yuriy Polyukhovych fue nombrado Embajador Extraordinario y Plenipotenciario de Ucrania en la República del Perú.

## Jefes de la misión diplomática

### Embajadores de Ucrania en la República del Perú
| N | País    | Embajador             | Imagen | Término                           |
| - | ------- | --------------------- | ------ | --------------------------------- |
| 1 | Ucrania | Ihor Hrushko          |        | (2003—2006)                       |
| 2 | Ucrania | Víktor Kharaminskyi   |        | (2009—2013) Encargado de Negocios |
| 3 | Ucrania | Oleksandr Mykhalchuk  |        | (2013—2017)                       |
| 4 | Ucrania | Vladyslav Bohorad     |        | (2017—2018) Encargado de Negocios |
| 5 | Ucrania | Ihor Tumasov          |        | (2018—2020)                       |
| 6 | Ucrania | Rostyslav Yavorivskyi |        | (2020—2022) Encargado de Negocios |
| 7 | Ucrania | Yuriy Polyukhovych    |        | (2022 —)                          |

### Embajadores de Ucrania en la República de Colombia
| N | País    | Embajador          | Imagen | Término                   |
| - | ------- | ------------------ | ------ | ------------------------- |
| 1 | Ucrania | Ihor Hrushko       |        | (25.08.2004 - 14.06.2006) |
| 2 | Ucrania | Yuriy Polyukhovych |        | (20.06.2023 - )           |

### Embajadores de Ucrania en la República del Ecuador
| norte | País    | Embajador           | Imagen | Término                    |
| ----- | ------- | ------------------- | ------ | -------------------------- |
| 1     | Ucrania | Oleksandr Nykonenko |        | (07.1997 - 03.2000)        |
| 2     | Ucrania | Yuriy Bogaevskyi    |        | (06.06.2002 - 04.03.2006 ) |
| 3     | Ucrania | Ihor Hrushko        |        | (03/04/2006 - 14/06/2006 ) |
| 4     | Ucrania | Yuriy Polyukhovych  |        | (05/07/2023 - presente)    |

## Cónsules honorarios
En agosto de 1999 se inauguró el Consulado Honorario de Ucrania en Quito (Ecuador). El Cónsul Honorario es el empresario ecuatoriano Arturo Griffin-Barros.
En diciembre de 2011 se inauguró el Consulado Honorario de Ucrania en Guayaquil (Ecuador). El Cónsul honorario es el empresario ecuatoriano Francisco Lazo de la Torre.
En marzo de 2012 se iniciaron oficialmente las actividades del Consulado Honorario de Ucrania en Colombia. El Cónsul honorario es el empresario colombiano Luis Bernardo Ramírez-Brand. 

## Relaciones con Perú

### Relaciones políticas entre Ucrania y Perú
El Perú reconoció la independencia de Ucrania el 26 de diciembre de 1991. Las relaciones diplomáticas entre Ucrania y Perú se establecieron el 7 de mayo de 1992. En septiembre de 1993, el embajador del Perú en Rusia Armando Lecaros de Cossio entregó las cartas credenciales al Presidente de Ucrania, Leonid Kravchuk, como primer Embajador del Perú en Ucrania. En mayo de 2000, se inauguró el Consulado Honorario del Perú en Ucrania. 
Lasos entre las ciudades de Ucrania y Perú:
- 2007 - ciudad ucraniana Boryspil y ciudad peruana Callao celebraron un Convenio de Cooperación;
- 2010 – la capital ucraniana Kyiv y la capital peruana Lima concluyeron el Acuerdo de Hermanamiento entre las ciudades para el desarrollo de la cooperación bilateral

### Cooperación comercial y económica entre Ucrania y Perú
Desde 2008 existe la Comisión Conjunta Intergubernamental Ucraniano-Peruana sobre Comercio y Cooperación Económica, un organismo bilateral de alto nivel.
Según el Servicio Estatal de Estadísticas de Ucrania, en 2021 el volumen de negocios comercial entre Ucrania y Perú ascendió a 159,454 millones de dólares (en 2020 - 73.068 millones de dólares). Las exportaciones de productos ucranianos ascendieron a 128,017 millones de dólares, y la importación de productos peruanos 31.437 millones de dólares. Balanza positiva del comercio exterior de Ucrania fue 96,58 millones de dólares. 
Los principales grupos de productos son los metales ferrosos (92,6%), las grasas y aceites de origen animal o vegetal (3%), reactores nucleares, las calderas, las máquinas (0,8%), el papel y cartón (0,7%), las máquinas eléctricas (0,5%), los dispositivos y aparatos ópticos y fotográficos (0,4%), el vidrio y productos de vidrio (0,3%), los combustibles minerales, el petróleo y sus productos de destilación (0,2%), los compuestos químicos orgánicos (0,2%).
Los principales grupos de productos importados son los frutas y nueces comestibles (54%), el pescado y crustáceos (23%), las semillas y frutos de plantas oleaginosas (6,1%), el café, el té (4,7%), los extractos curtientes (3%), los productos químicos inorgánicos (2,9%), los reactores nucleares, las calderas, las máquinas (2,3%), los cultivos de cereales (1,4%).
En el primer mes de 2022, el volumen de negocios del comercio bilateral ascendió a 4,355 millones de dólares. Las exportaciones de mercancías de Ucrania al Perú ascendieron a 2.205 millones de dólares. La importación de productos peruanos a Ucrania ascendió 2.150 millones de dólares.
En 2021 el volumen del comercio bilateral de servicios con el Perú ascendió a 1,985 millones de dólares. Las exportaciones de servicios ucranianos ascendieron a 968.000 dólares. La importación ascendió 1.017 millones de dólares. 
En agosto de 2014 la empresa ucraniana "Motor-Sich" abrió su oficina de representación en Lima.
Considerando el crecimiento de la industria de la construcción en el Perú, va aumentar la necesidad del país de productos metálicos, incluyendo de producción ucraniana. 

### Marco jurídico contractual entre Ucrania y Perú
07/05/1992 - Protocolo (en forma del intercambio de notas) sobre el establecimiento de relaciones diplomáticas entre Ucrania y el Perú;
30/04/1993 - Acuerdo sobre relaciones comerciales aéreas entre las autoridades de aviación de Ucrania y del Perú;
04/05/1999 - Protocolo sobre el establecimiento de un mecanismo de consulta política entre el Ministerio de Relaciones Exteriores de Ucrania y el Ministerio de Relaciones Exteriores de la República del Perú;
15/07/2004 (vigente desde el 08/06/2006) - Acuerdo entre Ucrania y la República del Perú sobre relaciones de amistad y cooperación;
15.07.2004 - Acuerdo de cooperación entre las academias diplomáticas de Ucrania y de la República del Perú;
16/07/2004 - Acuerdo entre el Gobierno de Ucrania y el Gobierno de la República del Perú sobre reconocimiento mutuo de documentos sobre educación y títulos académicos;
16/07/2004 - Acuerdo entre el Centro Antártico Ucraniano y el Instituto Antártico Peruano sobre cooperación científica, técnica y logística;
16.07.2004 - Memorándum de entendimiento entre la Cámara de Comercio e Industria de Ucrania y la Cámara de Comercio e Industria de Lima;
26/09/2004 (en vigor desde el 26/09/2005) - Memorándum de entendimiento y cooperación entre la Cámara de Comercio e Industria de Ucrania y la Asociación Nacional de Industria de la República del Perú;
27.03.2005 - Acuerdo entre el Gobierno de Ucrania y el Gobierno de la República del Perú sobre la cancelación de visas para ciudadanos que utilicen pasaportes diplomáticos, oficiales y especiales;
29/06/2005 - Memorándum de entendimiento entre el Comité Estatal de Seguimiento Financiero de Ucrania y la Unidad de Inteligencia Financiera de la República del Perú;
17/09/2005 - Memorándum de entendimiento entre el Ministerio de Relaciones Exteriores de Ucrania y el Ministerio de Relaciones Exteriores de la República del Perú;
14.10.2005 - Protocolo de intenciones entre la Municipalidad de Lima y la Municipalidad de Kyiv;
16/07/2004 (vigente desde el 07/11/2005) - Acuerdo comercial y económico entre el Gobierno de Ucrania y el Gobierno de la República del Perú;
12.07.2005 - Protocolo entre el Gobierno de Ucrania y el Gobierno de la República del Perú sobre acceso mutuo a los mercados de bienes y servicios en el marco del Grupo de Trabajo sobre la adhesión de Ucrania a la OMC ;
13.12.2005 - Acuerdo entre la Academia Nacional Metalúrgica de Ucrania y la Universidad Nacional de Ingeniería del Perú sobre cooperación científica y científico-técnica;
06/03/2006 - Convenio entre la Academia Nacional Metalúrgica de Ucrania y la Universidad Nacional Peruana "San Marcos" sobre cooperación científica y científico-técnica;
09/03/2006 - Convenio entre la Academia Nacional Metalúrgica de Ucrania y la Universidad Privada Peruana "Alas Peruanas" sobre cooperación científica y científico-técnica;
29/04/2006 - Memorándum de entendimiento entre la empresa estatal "Ukrspecexport" y el Ministerio de Defensa del Perú;
11.06.2006 - Acuerdo entre la Academia Nacional Metalúrgica de Ucrania y la Unión de Ingenieros del Perú sobre cooperación científica y científico-técnica;
05/06/2007 - Acuerdo de cooperación entre las ciudades Boryspil y Callao;
05/06/2007 (en vigor desde el 17/03/2008) - Acta de la Primera Reunión Conjunta de la Comisión Intergubernamental Ucrania-Perú sobre Comercio y Cooperación Económica;
22.03.2009 - Acuerdo entre la Academia Nacional Metalúrgica de Ucrania y la Universidad Nacional Daniel Alcides Carrión (Cerro de Pasco) sobre cooperación científica y científico-técnica;
25.02.2010 - Acuerdo de hermanamiento entre la ciudad de Kyiv (Ucrania) y la ciudad de Lima (República del Perú) para el desarrollo de la cooperación bilateral;
30/05/2011 (vigente a partir del 09/12/2011) - Acuerdo marco entre el Gobierno de Ucrania y el Gobierno de la República del Perú sobre cooperación en el campo de las actividades espaciales;
17/02/2011 (vigente a partir del 20/01/2014) - Acuerdo entre el Gabinete de Ministros de Ucrania y el Gobierno de la República del Perú sobre cooperación técnico-militar;
25/09/2018 - Memorándum de entendimiento en materia de propiedad intelectual entre el Ministerio de Desarrollo Económico y Comercio de Ucrania y el Instituto Nacional para la Protección de la Competencia y la Protección de la Propiedad Intelectual de la República del Perú;
15/07/2021 (vigente a partir del 27/10/2021) - Acuerdo entre el Gabinete de Ministros de Ucrania y el Gobierno de la República del Perú sobre la abolición del requisito de visa para estancias de corta duración. 

### Comunidad ucraniana en Perú
A partir de 2019 en el Perú viven 283 ucranianos. Desde 2020 no se llevan estadísticas sobre los ucranianos. 
La mayoría de los ucranianos viven en la capital y ciudad más grande del Perú: Lima. También hay ucranianos en otras grandes ciudades, como Arequipa, Trujillo, Chiclayo.
En 1929, en Perú se establecieron 200 cosacos de Kubán liderados por el general Pavlyshenko. Ellos pudieron haber sido de etnia ucraniana, aunque su identidad era cosaca. Sólo unos inmigrantes cosacos eran conscientes de sí mismos como ucranianos.
En el Perú no hay escuelas ni iglesias ucranianas. La única iglesia ortodoxa del país es la Iglesia de la Santísima Trinidad, que forma parte de la Iglesia Ortodoxa de Constantinopla. La vida cultural de los ucranianos en el Perú se limita a reuniones en la Embajada para algunas celebraciones o actos conmemorativos. La comunidad ucraniana en Perú se estableció oficialmente en julio de 2023.
Del 22 al 24 de septiembre de 2023, la Embajada de Ucrania en Perú y la comunidad ucraniana en Lima participaron en la Feria Internacional de Cultura, Turismo y Educación (FICTE), organizado por la Municipalidad de Miraflores en el Parque Salazar, donde todos pudieron conocer información sobre las oportunidades culturales, turísticas y educativas de Ucrania.  

## Relaciones con Colombia

### Relaciones políticas entre Ucrania y Colombia
Colombia reconoció la independencia de Ucrania el 27 de mayo de 1992. Las relaciones diplomáticas entre ambos países se establecieron el 18 de agosto de 1992.
En 1998, Embajador de Colombia en la República de Polonia Estela Vargas-Suárez entregó al presidente de Ucrania Leonid Kuchma credenciales como el primer embajador de Colombia en Ucrania. Actualmente, el embajador de Colombia en Ucrania es Higuera-Angel (residencia principal en Varsovia).
La actividad del Consulado Honorario de Colombia en Ucrania inició en enero de 2002. El Cónsul Honorario de Colombia es Nver Mkhitaryan, Presidente de la Corporación "Poznyakyzhytlobud".
En marzo de 2012 se inauguró el Consulado Honorario de Ucrania en Colombia. El Cónsul honorario es el empresario colombiano Luis Bernardo Ramírez-Brand.
En cuanto a los contactos bilaterales:
- Septiembre de 1995, reunión del ministro de Asuntos Exteriores de Ucrania Hennadiy Udovenko con el ministro de Relaciones Exteriores de Colombia, Rodrigo Pardo García-Peña durante la 50º Asamblea General de la ONU en Nueva York;

- Octubre de 1995, participación de una delegación oficial encabezada por el primer ministro de Ucrania Yevhen Marchuk en la XI Conferencia de jefes de Estado del Movimiento de Países No Alineados ( Cartagena, Colombia);

- Febrero de 1998, reunión del ministro de Asuntos Exteriores de Ucrania Hennadiy Udovenko como Presidente de la 52° Asamblea General de la ONU junto al Vicepresidente de Colombia Carlos Lemos Simmonds (Bruselas, Bélgica);

- Marzo de 2000, reunión del Primer Viceministro de Asuntos Exteriores de Ucrania Oleksandr Chalyi con el presidente de Colombia Andrés Pastrana (Santiago de Chile, Chile);

- Diciembre de 2000, reunión del Primer Viceministro de Asuntos Exteriores de Ucrania Oleksandr Chalyi con el ministro de Relaciones Exteriores de Colombia Guillermo Fernández de Soto (Ciudad de México, México);

- Abril de 2003, visita a Colombia del Secretario de Estado del Ministerio de Relaciones Exteriores de Ucrania Volodymyr Yelchenko, durante el cual tuvieron lugar las primeras consultas políticas a nivel de jefes adjuntos de departamentos de política exterior en la historia de las relaciones bilaterales;

- Marzo de 2004, reunión del ministro de Asuntos Exteriores de Ucrania Kostyantyn Gryshchenko con el vicepresidente de Colombia Francisco Santos Calderón durante la 60º sesión de la Comisión de Derechos Humanos de la ONU ;

- Junio de 2004, reunión de miembros de la delegación ucraniana con el ministro de Asuntos Exteriores de Colombia Carolina Barco durante la Asamblea General de la Organización de los Estados Americanos (Quito, Ecuador);

- Septiembre de 2005, reunión del ministro de Asuntos Exteriores de Ucrania Borys Tarasyuk con el ministro de Relaciones Exteriores de Colombia Carolina Barco en la Asamblea General de la ONU en Nueva York ;

- Enero de 2010, reunión del ministro de Asuntos Exteriores de Ucrania Petró Poroshenko con el ministro de Relaciones Exteriores de Colombia Jaime Bermúdez en el marco de la Conferencia Internacional sobre la Solución de la Situación en Afganistán ;

- Septiembre de 2011, reunión del ministro de Asuntos Exteriores de Ucrania Kostyantyn Gryshchenko con la Ministra de Relaciones Exteriores de Colombia María Ángela Holguín Cuéllar en la sesión de la Asamblea General de la ONU en Nueva York;

- Octubre de 2011, la visita a Ucrania de la delegación del gobierno colombiano encabezada por el Viceministro de Relaciones Exteriores de Colombia para la Cooperación Multilateral Patti Londoño Jaramillo;

- Agosto de 2013, primera visita oficial a Colombia del ministro de Relaciones Exteriores de Ucrania Leonid Kozhara;

- Mayo de 2016, consultas políticas entre Ucrania y Colombia a nivel de viceministros de Asuntos Exteriores (por videoconferencia);

- Marzo de 2017, visita a Colombia de la delegación del Ministerio de Desarrollo Económico y Comercio de Ucrania ;

- Mayo de 2017, visita a Ucrania del Presidente del Senado del Congreso de Colombia Mauricio Lizcano;

- El 24 de septiembre de 2019 se celebró una reunión del ministro de Asuntos Exteriores de Ucrania Vadym Prystaiko con el ministro de Relaciones Exteriores de Colombia Carlos Holmes Trujillo en la sesión de la Asamblea General de la ONU en Nueva York, durante la cual se aprobó el Acuerdo entre el Gabinete de Ministros de Ucrania y el Gobierno de la República de Colombia sobre la cancelación mutua de los requisitos de visa para los titulares de pasaportes ordinarios y otros documentos de viaje. El acuerdo entró en vigor el 17 de abril de 2020 .

- El 2 de abril de 2022, el presidente de Ucrania Volodymyr Zelenskyy se mantuvo una conversación telefónica con el presidente de Colombia Iván Duque (el primer contacto entre jefes de Estado en la historia de las relaciones ucraniano-colombianas).

- El 10 de diciembre de 2007, la Cámara de Representantes del Congreso de Colombia condenó el Holodomor en Ucrania de 1932-1933 como un acto de genocidio del pueblo ucraniano (resolución N° 079 del 10 de diciembre de 2007).

- El 27 de marzo de 2014, la delegación colombiana votó a favor de la resolución 68/262 de la Asamblea General de la ONU "Integridad territorial de Ucrania" .

- 24 de febrero de 2022

Presidente de Colombia Iván Duke condenó enérgicamente el ataque deliberado e injustificado de Rusia contra Ucrania, destacando que esta agresión amenaza no sólo la soberanía de Ucrania, sino también la paz mundial.
- 2 de marzo de 2022 Colombia votó "a favor" de la resolución de la Asamblea General de la ONU "Agresión contra Ucrania" .

- 24 de marzo de 2022 Colombia apoyó la resolución de la Asamblea General de la ONU "Consecuencias humanitarias de la agresión contra Ucrania".

- 7 de abril de 2022 Colombia apoyó la resolución de la Asamblea General de la ONU “Suspensión de la membresía de la Federación de Rusia en el Consejo de Derechos Humanos de la ONU”, 21 de abril de 2022. Esta decisión puso fin al estatus de observador permanente de la Federación de Rusia en la OEA, y el 27 de abril de 2022 - la decisión de poner fin a la membresía de la Federación de Rusia en la Organización Mundial del Turismo.

- 26 de mayo de 2022 Colombia votó a favor de la resolución de la Asamblea de la Organización Mundial de la Salud "La situación de emergencia en el ámbito de la atención de salud en Ucrania y los países que reciben y acogen refugiados, que surgió como resultado de la agresión de la Federación Rusa".

- El 18 de marzo de 2022, el gobierno de Colombia a través de la Agencia de las Naciones Unidas para los Refugiados (ACNUR) destinó 100.000 dólares con fines humanitarios a Ucrania. El 9 de mayo de 2022, la parte colombiana adicionalmente asignó el mismo monto a través del ACNUR.

### Cooperación comercial y económica entre Ucrania y Colombia
En 2021 el volumen del comercio bilateral entre Ucrania y Colombia ascendió a 312,320 millones de dólares. El volumen de las exportaciones nacionales ascendió a 226.507 millones de dólares. Las importaciones ascendieron 85,813 millones de dólares. El saldo positivo para Ucrania ascendió a 140,694 millones de dólares.
La base de las exportaciones ucranianas son los metales ferrosos (94,4%) y sus productos (1,7%); los cultivos de cereales (1,6%); los productos farmacéuticos (0,9%); el azúcar y artículos de confitería (0,5%).
La base de las importaciones ucranianas son las frutas y nueces comestibles (46,8%); los combustibles minerales, el petróleo y productos de su destilación (26,8%), los metales ferrosos (10,1%), el café, el té (8,4%), los árboles vivos y otras plantas (2,1%), los productos químicos diversos (2%), los pieles (1,7%).
En el primer mes de 2022, el volumen de negocios del comercio bilateral ascendió a 34,268 millones de dólares. Las exportaciones de mercancías de Ucrania a Colombia ascendieron a 14.206 millones de dólares. La importación de productos colombianos a Ucrania ascendió 20.062 millones de dólares.
En 2021 el volumen del comercio bilateral de servicios con Colombia ascendió a 1,008 millones de dólares. Las exportaciones de servicios ucranianos ascendieron a 752 mil de dólares. La importación ascendió 256 mil dólares. La parte importante de las exportaciones ucranianas son los servicios empresariales, las telecomunicaciones, los servicios informáticos  y servicios relacionados con los viajes.
En el año 2019, 14 ciudadanos de Colombia estudiaron en instituciones de educación superior de Ucrania. 

### Marco jurídico contractual entre Ucrania y Colombia
18.08.1992 - Protocolo sobre el establecimiento de relaciones diplomáticas entre Ucrania y la República de Colombia ;
01.12.2000 - Memorándum de entendimiento entre los Ministerios de Relaciones Exteriores de Ucrania y Colombia ;
25.10.2004 - Memorándum de entendimiento entre el Departamento Estatal de Seguimiento Financiero que es parte del Ministerio de Finanzas de Ucrania y la Unidad de Análisis e Información Financiera del Ministerio de Finanzas y Crédito Público de la República de Colombia sobre la cooperación en el intercambio de información financiera relacionada con el blanqueo de capitales;
15.06.2006 - Protocolo sobre acceso mutuo a los mercados de bienes y servicios en el marco de la adhesión de Ucrania a la OMC ;
21.08.2013 (vigente a partir del 16/03/2015) - Acuerdo entre el Gabinete de Ministros de Ucrania y el Gobierno de la República de Colombia sobre exención de visa para ciudadanos que utilicen pasaportes diplomáticos, de servicio y/u oficiales;
24/09/2019 (vigente a partir del 17/04/2020) - Acuerdo entre el Gabinete de Ministros de Ucrania y el Gobierno de la República de Colombia sobre cancelación mutua de requisitos de visa para titulares de pasaportes ordinarios y otros documentos de viaje. 

### La comunidad ucraniana en Colombia
La primera oleada de inmigrantes ucranianos a Colombia tuvo lugar durante la época de la Unión Soviética. La mayoría de ellos procedían de Polonia, así como de Yugoslavia y la Ucrania soviética. A diferencia de Argentina, Brasil, Venezuela y Estados Unidos, Colombia no ha sido un destino elegido por los migrantes que deben buscar asilo en su tierra natal. Dado que no existe una embajada oficial de Ucrania en Colombia, es difícil calcular cuántos descendientes de estos inmigrantes ucranianos hay en el país.
En la década de 2010, el músico colombiano de origen ucraniano Yanko Bohdan Peñafort Lobunets fundó el grupo "Los Iankovers", que interpreta canciones folklóricas latinoamericanas y ucranianas en América Latina y Europa.
Al 2022, según el Cónsul honorario de Ucrania en Colombia, Luis Brand, alrededor de 400 ucranianos viven en Colombia. 

## Relaciones con Ecuador

### Relaciones políticas entre Ucrania y Ecuador
La República del Ecuador reconoció la independencia de Ucrania el 2 de enero de 1992.
Las relaciones diplomáticas entre ambos países se establecieron el 27 de abril de 1993.
En octubre de 1997, el embajador del Ecuador en Austria Patricio Palacios Cevallos presentó sus cartas credenciales como primer embajador del Ecuador en Ucrania.
Desde octubre de 2000, el Cónsul Honorario del Ecuador en Ucrania es el director de la ONG "Consejo de Cooperación Económica Ucrania-América Latina" Yurii Ovcharenko.
En mayo de 2004, se realizó la primera visita oficial a Ucrania del ministro de Relaciones Exteriores de la República del Ecuador Patricio Zuquilanda.
En noviembre de 2005 en Quito se celebraron consultas políticas ucraniano-ecuatorianas a nivel de viceministros de Asuntos Exteriores.
El 24 de septiembre de 2019 se celebró una reunión del ministro de Asuntos Exteriores de Ucrania Vadym Prystaiko con el ministro de Relaciones Exteriores del Ecuador José Valencia Amores en la sesión de la Asamblea General de la ONU en Nueva York, durante la cual se firmó el Acuerdo entre el Gabinete de Ministros de Ucrania y el Gobierno de la República del Ecuador sobre la cancelación mutua de requisitos de visa. El acuerdo entró en vigor el 2 de abril de 2020.
El 14 de junio de 2022, el presidente de Ucrania Volodymyr Zelenskyy se mantuvo una conversación telefónica con el presidente de Ecuador Guillermo Lasso (el primer contacto de jefes de Estado en la historia de las relaciones ucraniano-ecuatorianas).
El 30 de octubre de 2007, el Congreso Nacional del Ecuador reconoció el Holodomor en Ucrania de 1932-1933 como un acto de genocidio del pueblo ucraniano (Resolución N° 28-102 del 30 de octubre de 2007).
El 24 de febrero de 2022 Presidente del Ecuador Guillermo Lasso condenó la decisión de Rusia de lanzar operaciones militares contra Ucrania, señalando que es una violación de la soberanía y la integridad territorial de Ucrania, los principios de la Carta de la ONU .
El 2 de marzo de 2022 Ecuador apoyó la resolución de la Asamblea General de la ONU "Agresión contra Ucrania" .
Ecuador votó "a favor" de la resolución de la Asamblea General de la ONU "Consecuencias humanitarias de la agresión contra Ucrania" del 24 de marzo de 2022 y " Suspensión de la membresía de la Federación de Rusia en el Consejo de Derechos Humanos de la ONU" del 7 de abril de 2022.
21 de abril de 2022 Ecuador apoyó la decisión de cancelar la condición de observador permanente de la Federación de Rusia en la OEA, el 27 de abril de 2022, la decisión de poner fin a la membresía de la Federación de Rusia en la Organización Mundial del Turismo, y el 26 de mayo de 2022 la resolución de la Asamblea de la Organización Mundial de la Salud "La situación de emergencia en el ámbito de la atención médica en Ucrania y los países que reciben y acogen a refugiados, que surgió como resultado de la agresión de la Federación de Rusia". 

### Cooperación comercial y económica entre Ucrania y Ecuador
Según el Servicio Estatal de Estadísticas de Ucrania, en 2021 el volumen del comercio bilateral entre Ucrania y Ecuador ascendió a 160.922 millones de dólares (en 2020 - 127.212 millones de dólares). El volumen de las exportaciones nacionales ascendió a 4,278 millones de dólares, importaciones – 156,644 millones de dólares.
La base de las exportaciones ucranianas son: productos de la industria de la molinería y de los cereales (54,6%); combustibles minerales, petróleo y productos de su destilación (11,6%); azúcar y artículos de confitería (7,2%); dispositivos y aparatos ópticos y fotográficos (6,2%); grasas y aceites de origen animal o vegetal (5,2%); máquinas eléctricas (4,4%); plásticos, materiales poliméricos (3,1%); sal, azufre, tierra y piedras (2,3%); reactores, calderas y máquinas nucleares (1,3%); productos elaborados con metales no preciosos (1,1%).
La base de las importaciones ucranianas es: frutas y nueces comestibles (80,1%); pescados y crustáceos (15,6%); árboles vivos y otras plantas (2,5 %); productos de transformación de hortalizas (0,7%); diversos productos alimenticios (0,6%).
En el primer mes de 2022, el volumen de negocios comerciales  entre Ucrania y Ecuador ascendió a 15.154 millones de dólares. Las exportaciones de productos ucranianos ascendieron a 1,286 millones de dólares, importación de productos ecuatorianos a Ucrania: 13.868 millones de dólares.
En 2021 el volumen del comercio bilateral de servicios con Ecuador ascendió a 1.844 millones de dólares. Las exportaciones de servicios ucranianos ascendieron a 1.600 millones de dólares, importación: 244 mil dólares. Una parte importante de las exportaciones ucranianas está relacionada con los servicios de viajes.
En general, el volumen de cooperación comercial y económica entre Ucrania y Ecuador supera indicadores similares con otros países de la Comunidad Andina. Después de Brasil, entre los países sudamericanos, Ucrania importa más de Ecuador.
En 2019, 680 ciudadanos de Ecuador (principalmente especialidades médicas y técnicas) estudiaron en instituciones de educación superior en Ucrania. 

### Marco contractual y legal entre Ucrania y Ecuador
27/04/1993 - Protocolo sobre el establecimiento de relaciones diplomáticas entre Ucrania y la República del Ecuador ;
12.05.1999 - Protocolo sobre el establecimiento de un mecanismo de consulta política entre el Ministerio de Relaciones Exteriores de Ucrania y el Ministerio de Relaciones Exteriores del Ecuador;
12/11/2001 (vigente a partir del 13/05/2004) - Acuerdo sobre relaciones amistosas y cooperación entre Ucrania y la República del Ecuador;
12.05.2004 - Memorándum de entendimiento entre la Cámara de Comercio e Industria de Ucrania y la Corporación de Promoción de Exportaciones e Inversiones del Ecuador;
24/09/2019 (vigente a partir del 02/04/2020) - Acuerdo entre el Gabinete de Ministros de Ucrania y el Gobierno de la República del Ecuador sobre cancelación mutua de requisitos de visa. 

### Comunidad ucraniana en Ecuador
A 2022, 346 ucranianos viven en Ecuador.  Aquí no existe una diáspora ucraniana diferenciada. 